# Tenthredo koehleri
A Tenthredo koehleri a rovarok (Insecta) osztályának a hártyásszárnyúak (Hymenoptera) rendjébe, ezen belül a növényevő darazsak (Symphyta) alrendjébe és a levéldarazsak (Tenthredinidae) családjába tartozó faj.

## Előfordulása
A Tenthredo koehleri eredeti előfordulási területe Európa, azonban a Föld egyéb részeire betelepítették.

## Megjelenése
Az imágó potrohát sárga-fekete keresztcsíkok borítják; a tora fekete. Lábainak alsó része sárga, míg felső része fekete színű.

## Források

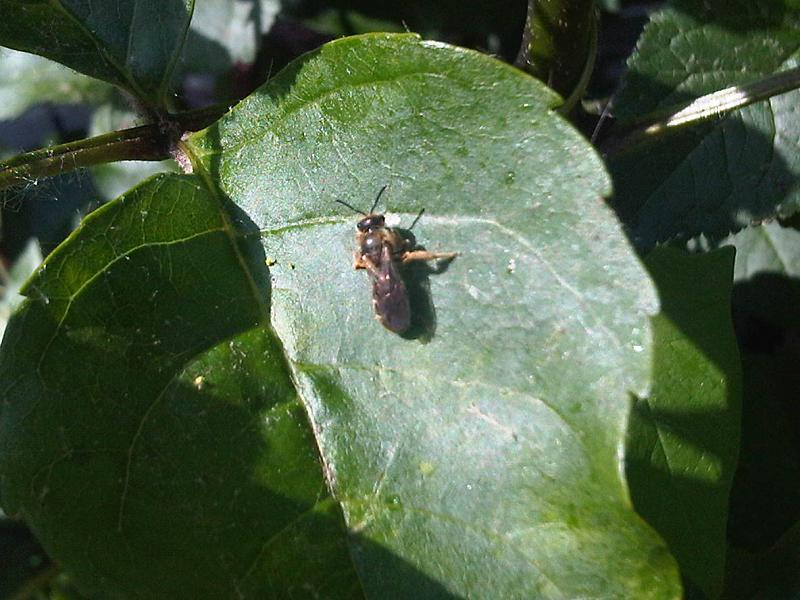
Tenthredo koehleri az Egyesült Királyságban levő Londonban